# Campionati mondiali di maratona canoa/kayak 2011
I Campionati mondiali di maratona canoa/kayak 2011 sono stati la 19ª edizione della manifestazione. Si sono svolti a Singapore, tra il 21 e il 23 ottobre 2011.

## Medagliere
| Pos.   | Paese     | Oro | Argento | Bronzo | Totale |
| ------ | --------- | --- | ------- | ------ | ------ |
| 1      | Ungheria  | 3   | 1       | 1      | 5      |
| 2      | Spagna    | 1   | 1       | 2      | 4      |
| 3      | Sudafrica | 1   | 0       | 0      | 1      |
| 3      | Germania  | 1   | 0       | 0      | 1      |
| 5      | Rep. Ceca | 0   | 1       | 2      | 3      |
| 6      | Italia    | 0   | 1       | 0      | 1      |
| 6      | Francia   | 0   | 1       | 0      | 1      |
| 6      | Ucraina   | 0   | 1       | 0      | 1      |
| 9      | Polonia   | 0   | 0       | 1      | 1      |
| Totale | Totale    | 6   | 6       | 6      | 18     |

## Podi

### Uomini
| Evento | Oro                                         | Perform.  | Argento                             | Perform. | Bronzo                                   | Perform. |
| Canoa  |                                             |           |                                     |          |                                          |          |
| C-1    | Matthias Ebhardt                            | 2h13'12"" | Manuel Antonio Campos               | 2h16'03" | David Mosquera                           | 2h16'06" |
| C-2    | Ungheria Márton Kövér Attila Györe          | 2h01'57"  | Ucraina Eduard Shemetylo Oleg Shpak | 2h02'37" | Polonia Mateusz Kamiński Bartosz Pławski | 2h05'11" |
| K-1    | Hank McGregor                               | 2h16'11"  | Petr Jambor                         | 2h16'12" | Mate Petrovics                           | 2h16'13" |
| K-2    | Spagna Walter Bouzán Álvaro Fernández Fiuza | 2h05'46"  | Francia Romain Marcaud Edwin Lucas  | 2h06'04" | Rep. Ceca Jakub Adam Michael Odvarko     | 2h06'08" |

### Donne
| Evento | Oro                                  | Perform. | Argento                                   | Perform. | Bronzo                                  | Perform. |
| Canoa  |                                      |          |                                           |          |                                         |          |
| K-1    | Renáta Csay                          | 2h05'55" | Anna Alberti                              | 2h07'36" | Anna Adamova                            | 2h08'36" |
| K-2    | Ungheria Ramóna Farkasdi Renata Csay | 2h00'24" | Ungheria Krisztina Bedoecs Alexandra Bara | 2h00'31" | Spagna María Pérez Piñeiro Naiara Gómez | 2h00'32" |